# Mistrovství Evropy v zápasu ve volném stylu 2018
Mistrovství Evropy v zápasu ve volném stylu za rok 2018 se uskutečnilo v ruském Kaspijsku.

## Výsledky

### Muži
| Kategorie | Zlato                 | Stříbro               | Bronz                    | Bronz                  |
| --------- | --------------------- | --------------------- | ------------------------ | ---------------------- |
| 57 kg     | Giorgi Ediszeraszwili | Zawur Ugujew          | Stevan Micić             | Władisław Andriejew    |
| 61 kg     | Gadžimurad Rašidov    | Beka Lomtadze         | Ivan Guidea              | Recep Topal            |
| 65 kg     | Hadži Alijev          | Ilijas Bekbulatov     | Selahattin Kılıçsallayan | Vladimer Chinčegašvili |
| 70 kg     | Magomed Kurbanalijev  | Magomedmurad Gadžijev | Zurab Ijakobišvili       | Murtuz Müslümov        |
| 74 kg     | Soner Demirtaş        | Zelimchan Chadžijev   | Andrej Karpač            | Frank Chamizo          |
| 79 kg     | Achmed Gadžimagomedov | Martin Obst           | Mihály Nagy              | Džabrajil Hasanov      |
| 86 kg     | Artur Najfonov        | Alexandr Gostijev     | Sandro Aminašvili        | Šamil Kudijamagomedov  |
| 92 kg     | Abdulrašid Sadulajev  | Šarif Šarifov         | Serdar Böke              | Kyryło Mieszkow        |
| 97 kg     | Vladislav Bajcajev    | Alexandr Guštyn       | Nurmagomed Gadžijev      | Elizbar Odykadze       |
| 125 kg    | Taha Akgül            | Geno Petrijašvili     | Robert Baran             | Džamaladdin Magomedov  |

### Ženy
| Kategorie | Zlato                  | Stříbro               | Bronz                 | Bronz                |
| --------- | ---------------------- | --------------------- | --------------------- | -------------------- |
| 50 kg     | Marija Stadnyková      | Alina Vuc             | Evin Demirhan         | Miłana Dadaszewa     |
| 53 kg     | Stalwira Orszusz       | Wanesa Kaładzinska    | Maria Prewolaraki     | Katarzyna Krawczyk   |
| 55 kg     | Iryna Kuraczkina       | Roksana Zasina        | Marija Gurowa         | Bediha Gün           |
| 57 kg     | Bilana Dudowa          | Irina Ołogonowa       | Alyona Kolesnik       | Emese Barkaová       |
| 59 kg     | Elif Jale Yeşilırmak   | Mimi Christowa        | Swietłana Lipatowa    | Tetiana Omelczenko   |
| 62 kg     | Tajbe Jusein Mustafa   | Inna Trażukowa        | Wieranika Iwanowa     | Iłona Prokopewniuk   |
| 65 kg     | Petra Olli             | Elis Manolova         | Henna Johansson       | Kryscina Fiedaraszka |
| 68 kg     | Anastasija Bratczikowa | Koumba Larroque       | Buse Tosun            | Martina Kuenz        |
| 72 kg     | Jenny Fransson         | Anastasija Zimiankowa | Cynthia Vescan        | Alexandra Anghel     |
| 76 kg     | Yasemin Adarová        | Jekatierina Bukina    | Vasilisa Marzaljuková | Sabira Aliyeva       |